# Christophe Pourcel
Christophe Pourcel (Marseille, 16 augustus 1988) is een Franse motorcrosser.

## Carrière
Christophe Pourcel werd in 1988 geboren in Marseille. Hij is zoon van een voormalig motorcrosser en heeft een motorcrossende broer, Sébastien en Christophe Pourcel begint jong met crossen. Al snel toont hij z'n talent door driemaal Frans kampioen te worden in de 85 cm3 klasse. (2001-2002-2003). In deze klasse kroont hij zich ook tot vicewereldkampioen in 2003.
Zijn debuut voor het grote publiek maakt hij in 2004 in het Wereldkampioenschap motorcross MX2 tijdens de Grote Prijs van Frankrijk, waarin hij meteen zijn eerste punten pakt. Dat seizoen behaalde Christophe Pourcel meteen 25 punten, goed voor een 33ste plaats in de eindstand. Het seizoen daarna werd Pourcel vijfde in de eindstand van het WK MX2 met 372 punten.
2006 werd het seizoen van de grote doorbraak voor Christophe. Als achttienjarige werd hij wereldkampioen MX2, dit met 581 punten. Hij won dat seizoen twee Grote Prijzen: de Duitsland en de Nederland en kroonde zich tot meest regelmatige piloot van het seizoen en tot wereldkampioen. In het kampioenschap bleef hij Antonio Cairoli en David Philippaerts voor.
Als beloning voor de wereldtitel krijgt Pourcel van Kawasaki de mogelijkheid om deel te nemen aan het sterke Amerikaanse Supercrosskampioenschap. In dit kampioenschap toont hij meteen dat hij niet enkel in motorcross maar ook supercross kan uitblinken. Met een tweede plaats en een overwinning tegen Ryan Villopoto geeft Christophe Pourcel meteen z'n visitekaartje af in het grote Amerika.
In 2007 slaat het noodlot dan toe voor Christophe Pourcel. De man uit Marseille doet lang mee voor de titel tot hij in het Noord-Ierse Moneyglass Demesne ten val komt. Daarbij breekt hij onder andere zijn heiligbeen en verliest hij tijdelijk het gevoel in de benen. Na een operatie en een zeer lange revalidatie herneemt Christophe Pourcel op 24 januari 2009 in Houston in de hoog aangeschreven Amerikaanse competitie. Dit doet hij voor het Monster Energy Pro Circuit Kawasaki Team van Mitch Payton, waarbij hij voor het ongeval alreeds een contract had afgesloten.
Deze wedstrijd in Houston wint de Fransman meteen. Hiermee maakt 'CriCri' duidelijk dat zware blessure die hij gekend heeft hem niet zal stoppen. In het AMA East Lites Supercross seizoen van 2009 weet Christophe Pourcel 5 van de 8 manches te winnen en kroont hij zich tot supercrosskampioen. Dit herhaalt hij ook nog een keer in 2010. In deze jaren wordt de excentrieke Fransman ook tweemaal vice-AMA-Outdoorkampioen in de 250cc-klasse. Het ene jaar achter Ryan Dungey, het andere na Trey Canard.
In 2012 keerde Pourcel terug in het Wereldkampioenschap, in de MX1-klasse. Dat jaar wint hij twee Grote Prijzen en eindigde als vierde in de eindstand. Nadien keerde hij terug naar de Verenigde Staten om in de Lites-klasse uit te komen, ditmaal op Yamaha. Na enkele magere jaren, waarbij het nooit duidelijk was of Pourcel zich nog voorbereidde op deelname aan een kampioenschap, werd in april 2015 bekend dat hij getekend had voor Husqvarna en gaat uitkomen in het outdoor-kampioenschap in de Verenigde Staten.

## Palmares
- 2006: Wereldkampioen MX2
- 2009: AMA SX Lites East Coast kampioen
- 2010: AMA SX Lites East Coast kampioen

| 1          | 07-05-2006 | Duitsland                | Teutschenthal |
| 2          | 03-09-2006 | Nederland                | Lierop        |
| 3          | 27-05-2007 | Japan                    | Sugo          |
| 4          | 15-07-2007 | Città di Faenza (Italië) | Faenza        |
| MX1-klasse |            |                          |               |
| 5          | 29-04-2012 | Italië                   | Fermo         |
| 6          | 20-05-2012 | Brazilië                 | Beto Carrero  |